# Paridade (telecomunicações)
No contexto das telecomunicações, paridade refere-se ao número de bits '1' de um determinado número binário. Para assinalar a paridade, é adicionado, no final ou no início de uma seqüência binária, um dígito binário de paridade.
A paridade é vagamente utilizada para detectar erros nas transmissões, já que o seu cálculo é extremamente simples. Por exemplo, se for anexado um bit de paridade extra a cada byte transmitido, um erro pode ser detectado se a paridade do byte não coincidir com o bit de paridade.

## Tipos de Código de Paridade
Existem dois tipos de código de paridade: a paridade par e a paridade ímpar. A paridade será par quando o número de bits de valor '1' for ímpar e, neste caso, é adicionado um bit de valor '1' ao início ou final do dado, tornando o número de bits par; caso contrário, será ímpar.
Se o número de bits '1' for nulo (ou seja, caso se trate do binário '0'), a paridade dele será par.
Ela é utilizada para recuperar dados na arquitetura RAID (Conjunto Redundante de Discos Independentes ou também Conjunto Redundante de Discos Econômicos, é um meio de se criar um sub-sistema de armazenamento composta por vários discos individuais, com a finalidade de ganhar segurança e desempenho).

## Exemplos
Suponhamos que se pretendia transmitir, num código de paridade, os seguintes binários: 10, 1101, 11101, 0 e 1.
Os dígitos de paridade ímpar seriam, respectivamente, 0, 0, 1, 1 e 0. Assim sendo, num código de paridade ímpar, os mesmos seriam recodificados nos binários 10(0), 1101(0), 11101(1), 0(1) e 1(0), tendo então um número ímpar de bits de valor igual a '1' (após a adição do bit de paridade). 
Num código de paridade par, os dígitos seriam inversos: 1, 1, 0, 0 e 1. Por conseguinte, os binários retornados  seriam 10(1), 1101(1), 11101(0), 0(0) e 1(1), possuindo então um número par de bits de valor igual a '1' (após a adição do bit de paridade).

## Sistemas Digitais
Em sistemas digitais, uma forma simples de calcular a paridade é através da operação XOR.
Chamemos um dado de b3b2b1b0, e o bit de paridade de P. Sendo assim, pode-se calcular a paridade par com a seguinte operação:
P=b3⊕b2⊕b1⊕b0
Para os dados utilizados como exemplo, anteriormente, temos:
P=1⊕0=1
P=1⊕0⊕1⊕1=1
P=1⊕1⊕1⊕0⊕1=0
Já o cálculo da paridade ímpar pode ser feito negando o conjunto de operações XOR.
P=¬(b3⊕b2⊕b1⊕b0)